# Dipturus grahami
Dipturus grahami  (лат.) — вид хрящевых рыб семейства ромбовых скатов отряда скатообразных. Обитают в тропических водах юго-западной и центрально-западной частей Тихого океанов. Встречаются на глубине до 515 м. Их крупные, уплощённые грудные плавники образуют диск в виде ромба со удлинённым и заострённым рылом. Максимальная зарегистрированная длина 64,1 см. Откладывают яйца.

## Таксономия
Впервые вид был научно описан в 2008 году. Голотип представляет собой половозрелого самца длиной 61,9 см, пойманного у берегов Нового Южного Уэльса (33°30′ ю. ш. 152°04′ в. д.) на глубине 446—515 м. Паратипы: самки длиной 31,3—64,1 см и молодые самцы длиной 38,4—46,8 см, пойманные там же на глубине 230—515 м; самки длиной 12—18 см и самец длиной 55,5 см, пойманные в водах Квинсленда на глубине 410—457 м; . Вид назван в честь двух не связанных между собой австралийских ихтиологов — Алистера Грэхема и Кена Грэхема. 

## Ареал
Эти бентопелагические скаты являются эндемиками вод Австралии (Новый Южный Уэльс, Квинсленд). Встречаются на внешнем крае континентального шельфа и в верхней части материкового склона на глубине от 70 до 515 м. Наиболее многочисленны в диапазоне 200—400 м. Предпочитают мягкий грунт.

## Описание
Широкие и плоские грудные плавники этих скатов образуют ромбический диск с округлым рылом и закруглёнными краями. На вентральной стороне диска расположены 5 жаберных щелей, ноздри и рот. На длинном хвосте имеются латеральные складки. У этих скатов 2 редуцированных спинных плавника и редуцированный хвостовой плавник.
Ширина диска в 1,3—1,4 раза больше длины и равна 76—83 % длины тела. Удлинённое и заострённое рыло образует угол 84—96°. Длина короткого хвоста составляет 0,7—0,8 расстояния от кончика рыла до клоаки. Хвост тонкий. Его ширина в средней части равна 1,7—2,1 его высоты и 1,4—2,0 у основания первого спинного плавника. Расстояние от кончика рыла до верхней челюсти составляет 15—18 % длины тела и в 1,7—1,9 раза превосходит дистанцию между ноздрями. Длина головы по вентральной стороне равна 31—33 % длины тела. Длина рыла в 2,9—3,5 превосходит, а диаметр глаза равен 59—83 % межглазничного пространства. Высота первого спинного плавника в 1,5—2.1 раза больше длины его основания. Расстояние между началом основания первого спинного плавника и кончиком хвоста в 2.7—3,0 раза превосходит длину его основания и в 3,6—5,4 длину хвостового плавника. Длина задней лопасти у взрослых самцов достигает 17—18 % длины тела, а длина передней лопасти составляет 66—69 % длины задней. Длина птеригоподиев равна 27—28 % длины тела. Передний край обеих  поверхностей диска покрыт узкой полосок шипиков. В затылочной области имеется 1 шип, у взрослых колючки в маларной области отсутствуют, у самцов хвост несет 1 ряд колючек. У самок имеются дополнительные латеральные ряды колючек. Грудные плавники образованы 80—85 лучами. Количество позвонков 118—127. На верхней челюсти имеются 34—37 зубных рядов. Дорсальная поверхность диска ровного тёмно-коричневого цвета. Вентральная поверхность немного светлее, серо-коричная. Чувствительные поры, расположенные на вентральной стороне диска, со слабой тёмной окатовкой, но без серых кругов. Максимальная зарегистрированная длина 64,1 см.

## Биология
Подобно прочим ромбовым эти скаты откладывают яйца, заключённые в жёсткую роговую капсулу с выступами на концах. Эмбрионы питаются исключительно желтком. Длина взрослых самцов 54,5—62,2 см. Наименьшая свободноплавающая особь имела длину 18,3 см.

## Взаимодействие с человеком
Не являются объектом целевого промысла. Могут попадаться в качестве прилова. В ареале ведётся сезонный незначительный промысел. Международный союз охраны природы оценил охранный статус как «Вызывающий наименьшие опасения».